# (100307) 1995 GJ8
(100307) 1995 GJ8 es un asteroide perteneciente al cinturón de asteroides, descubierto el 8 de abril de 1995 por Thomas Balonek desde el Observatorio Nacional de Kitt Peak, Arizona, Estados Unidos.

## Designación y nombre
Designado provisionalmente como 1995 GJ8.

## Características orbitales
1995 GJ8 está situado a una distancia media del Sol de 2,647 ua, pudiendo alejarse hasta 3,094 ua y acercarse hasta 2,199 ua. Su excentricidad es 0,169 y la inclinación orbital 3,812 grados. Emplea 1573 días en completar una órbita alrededor del Sol.

## Características físicas
La magnitud absoluta de 1995 GJ8 es 15,6.